# Adam Trela
Adam Trela, znany również jako Kazimierz Trela (ur. 17 lipca 1943) – polski aktor teatralny i filmowy.

## Życiorys
W 1970 r. ukończył studia na Wydziale Aktorskim PWST w Krakowie. 5 grudnia tego samego roku debiutował rolą chłopa w przedstawieniu Termopile polskie Tadeusza Micińskiego w reż. Tadeusza Okopińskiego na scenie Teatru Wybrzeże w Gdańsku, z którym był związany do roku 2008. W latach 1970–1981 występował w słuchowiskach Teatru Polskiego Radia.

## Filmografia
- 1974: Ile jest życia − młody Sierawski (odc. 4)
- 1974: S.O.S. − milicjant (odc. 3)
- 1976: Olśnienie − rybak
- 1977: Kapitan z „Oriona”
- 1977: Znak orła − rycerz Kazimierza Wielkiego (odc. 10)
- 1984: Pobojowisko − Mularz
- 1985: Wkrótce nadejdą bracia
- 1988: Penelopy − posłaniec z telegramem
- 1999: O dwóch takich, co nic nie ukradli − Adam
- 2000: Piotrek zgubił dziadka oko, a Jasiek chce dożyć spokojnej starości − ślusarz Jankowski (odc. 6)
- 2003: Lokatorzy − Tomasz Leśniak (odc. 133)
- 2005: Sąsiedzi − Chomiński, wydawca z Oficyny Wydawniczej Bestseller (odc. 63)
- 2006: Strajk − Jagielski
- 2007: Sąsiedzi − dziennikarz telewizyjny (odc. 124)
- 2008: Rubinowe gody − Kazimierz
- 2009: Dekalog 89+ − starszy pan (odc. 8)
- 2018: Śnił mi się już słoń i kino − stoczniowiec

## Spektakle Teatru Telewizji
- 1972: Medytacje o życiu godziwym
- 1975: Huragan
- 1977: Prawda wyższa niż księżyc
- 1979: Ciężkie czasy − Służący
- 1979: Ostatnia noc przed końcem rejsu − Celnik
- 1979: Własną drogą − Czerkizow
- 1980: Narodziny miasta
- 1981: Ostatnie tygodnie, ostatnie dni, ostatnie godziny − Celnik
- 1983: Ślub − Władzio, przyjaciel, dworzanin
- 1986: Pieniądze dla Marii − Mechanik
- 1987: Człowiek śmiechu
- 1987: Mała Raque − Ksiądz
- 1987: O Cudownym Narodzeniu Pańskim − Kolędnik
- 1988: Chłopiec latający
- 1989: Misterium Wielkanocne − Stróż Grobu i Diabeł
- 1992: Jaskinia filozofów − Fajdros
- 1995: Kto mówi o czekaniu? − Kloszard
- 1997: Pasja - misterium o Męce, misterium o Zmartwychwstaniu − Szatan II
- 2005: Padnij − Józek

## Nagrody i odznaczenia
- Wyróżnienie na Kaliskich Spotkaniach Teatralnych za rolę Czeladnika I w Szewcach w Teatrze Wybrzeże w Gdańsku (1983)
- Nagroda Prezydenta Miasta Gdańska w Dziedzinie Kultury z okazji 35-lecia pracy aktorskiej (2005)[1]
- Nagroda Prezydenta Miasta Gdyni (2016)[2]